# Oenanthe marginata
Oenanthe marginata är en flockblommig växtart som beskrevs av Roberto de Visiani. Oenanthe marginata ingår i släktet stäkror, och familjen flockblommiga växter. Inga underarter finns listade i Catalogue of Life.